# Politiske partier i Holland
Dette er en liste over politiske partier i Holland.
Holland har et flerpartisystem, og har ingen spærregrænse.
| Navn og forkortelse                     | Navn og forkortelse | Navn på Dansk                         | Partiformand          | Partiformand | Politiske position              | Ideologi                                             | Underhuset | Overhuset | Europa-Parlamentet |
| --------------------------------------- | ------------------- | ------------------------------------- | --------------------- | ------------ | ------------------------------- | ---------------------------------------------------- | ---------- | --------- | ------------------ |
| Volkspartij voor Vrijheid en Democratie | VVD                 | Folkeparti for Frihed og Demokrati    | Mark Rutte            |              | Centrum-højre                   | Liberalkonservatisme                                 | 34 / 150   | 12 / 75   | 5 / 29             |
| Democraten 66                           | D66                 | Demokraterne 66                       | Sigrid Kaag           |              | Centrum                         | Socialliberalisme                                    | 24 / 150   | 7 / 75    | 2 / 29             |
| Partij voor de Vrijheid                 | PVV                 | Partiet for Frihed                    | Geert Wilders         |              | Højrefløj                       | Højrepopulisme, Nationalkonservatisme                | 17 / 150   | 5 / 75    | 1 / 29             |
| Christen-Democratisch Appèl             | CDA                 | Kristendemokratisk Appel              | Wopke Hoekstra        |              | Centrum-højre                   | Kristendemokrati                                     | 15 / 150   | 9 / 75    | 5 / 29             |
| Partij van de Arbeid                    | PvdA                | Arbejderpartiet                       | Lilianne Ploumen      |              | Centrum-venstre                 | Socialdemokratisme                                   | 9 / 150    | 6 / 75    | 6 / 29             |
| Socialistische Partij                   | SP                  | Socialistiske Parti                   | Lilian Marijnissen    |              | Venstrefløj                     | Demokratisk socialisme                               | 9 / 150    | 4 / 75    | 0 / 29             |
| GroenLinks                              | GL                  | GrønneVenstre                         | Jesse Klaver          |              | Centrum-venstre til venstrefløj | Grøn ideologi, Socialdemokratisme                    | 8 / 150    | 8 / 75    | 3 / 29             |
| Partij voor de Dieren                   | PvdD                | Partiet for Dyrene                    | Esther Ouwehand       |              | Venstrefløj                     | Dyrs rettigheder                                     | 6 / 150    | 3 / 75    | 1 / 29             |
| ChristenUnie                            | CU                  | Kristen Unionen                       | Gert-Jan Segers       |              | Centrum til Centrum-højre       | Kristendemokrati                                     | 5 / 150    | 4 / 75    | 1 / 29             |
| Forum voor Democratie                   | FvD                 | Forum for Demokrati                   | Thierry Baudet        |              | Højrefløj                       | Nationalkonservatisme                                | 5 / 150    | 2 / 75    | 0 / 29             |
| Staatkundig Gereformeerde Partij        | SGP                 | Reformerede Politiske Parti           | Kees van der Staaij   |              | Højrefløj                       | Religiøs konservatisme                               | 3 / 150    | 2 / 75    | 1 / 29             |
| Volt Nederland                          | Volt                | Volt Holland                          | Laurens Dassen        |              | Centrum                         | Europæisk føderalisme, Socialliberalisme             | 3 / 150    | 0 / 75    | 0 / 29             |
| Juiste Antwoord 2021                    | JA21                | Rigtige Svar 2021                     | Joost Eerdmans        |              | Centrum-højre til højrefløj     | Konservatisme, Liberalkonservatisme                  | 3 / 150    | 0 / 75    | 0 / 29             |
| DENK                                    | DENK                | Tænk - på hollandsk Lige - på tyrkisk | Farid Azarkan         |              | Centrum-venstre til venstrefløj | Multikulturalisme, Minoritets rettigheder            | 3 / 150    | 0 / 75    | 0 / 29             |
| Belang van Nederland                    | BVNL                | Hollands Interesse                    | Wybren van Haga       |              | Højrefløj                       | Klassisk liberalisme, Konservativ liberalisme        | 3 / 150    | 0 / 75    | 0 / 29             |
| BoerBurgerBeweging                      | BBB                 | BondeBorgerBevægelse                  | Caroline van der Plas |              | Centrum-højre                   | Agrarisme                                            | 1 / 150    | 0 / 75    | 0 / 29             |
| BIJ1                                    | BIJ1                | Sammen                                | Sylvana Simons        |              | Venstrefløj                     | Antiracisme, Antikapitalisme, Minoritets rettigheder | 1 / 150    | 0 / 75    | 0 / 29             |
| 50PLUS                                  | 50+                 | 50PLUS                                | Martin van Rooijen    |              | Centrum                         | Pensionisters rettigheder                            | 0 / 150    | 2 / 75    | 0 / 29             |
| Groep Otten                             | GO                  | Gruppe Otten                          | Henk Otten            |              | Centrum-højre                   | Konservatisme                                        | 0 / 150    | 2 / 75    | 1 / 29             |
| Onafhankelijke Senaatsfractie           | OSF                 | Uafhængige Senatgruppe                | Ton Raven             |              | Centrum                         | Regionalisme                                         | 0 / 150    | 1 / 75    | 0 / 29             |